# 야마카미촌 (후쿠시마현)
야마카미촌(山上村)은 후쿠시마현 북동부 소마군에 속했던 촌이다.

## 역사
- 1889년 4월 1일 - 정촌제 시행에 의해 2촌이 합병해 우다군 야마카미촌이 성립하였다.
- 1896년 4월 1일 - 우다군이 나메가타 군과 합병해 소마 군이 성립하였다.
- 1954년 3월 31일 - 나카무라정, 오노촌, 이토요촌, 야와타촌, 다마노촌, 닛타키촌, 이소베촌과 합병해 소마시가 성립하여, 동일 야마카미촌이 폐지되었다.

## 교통

### 도로
- 나카무라 가도(현:국도 115호선)

## 참고문헌
- 角川日本地名大辞典 7 福島県